# Cyprys wielkoszyszkowy
Cyprys wielkoszyszkowy (Cupressus macrocarpa) – drzewo iglaste z rodziny cyprysowatych (Cupressaceae). Pochodzi z rejonu zatoki Monterey w Kalifornii.

## Morfologia
PokrójMłode drzewa stożkowate, z wiekiem korona staje się bardziej rozłożysta i nieregularna. Po 10 latach osiąga 15 metrów wysokości i 3 metry szerokości. Dorosłe osobniki osiągają 25 m wysokości.
PieńW młodości rośnie prosto, u starszych drzew jest bardziej krzywy. Kora białawoszara do jasnobrązowej, lekko bruzdkowana.
LiścieMałe, zielone, trójkątne, łuskowate.
KwiatyMęskie - małe, żółte rosną na końcach pędów. Żeńskie - kuliste, zielone rosną na końcu pędów bocznych.
SzyszkiKuliste, brązowe.

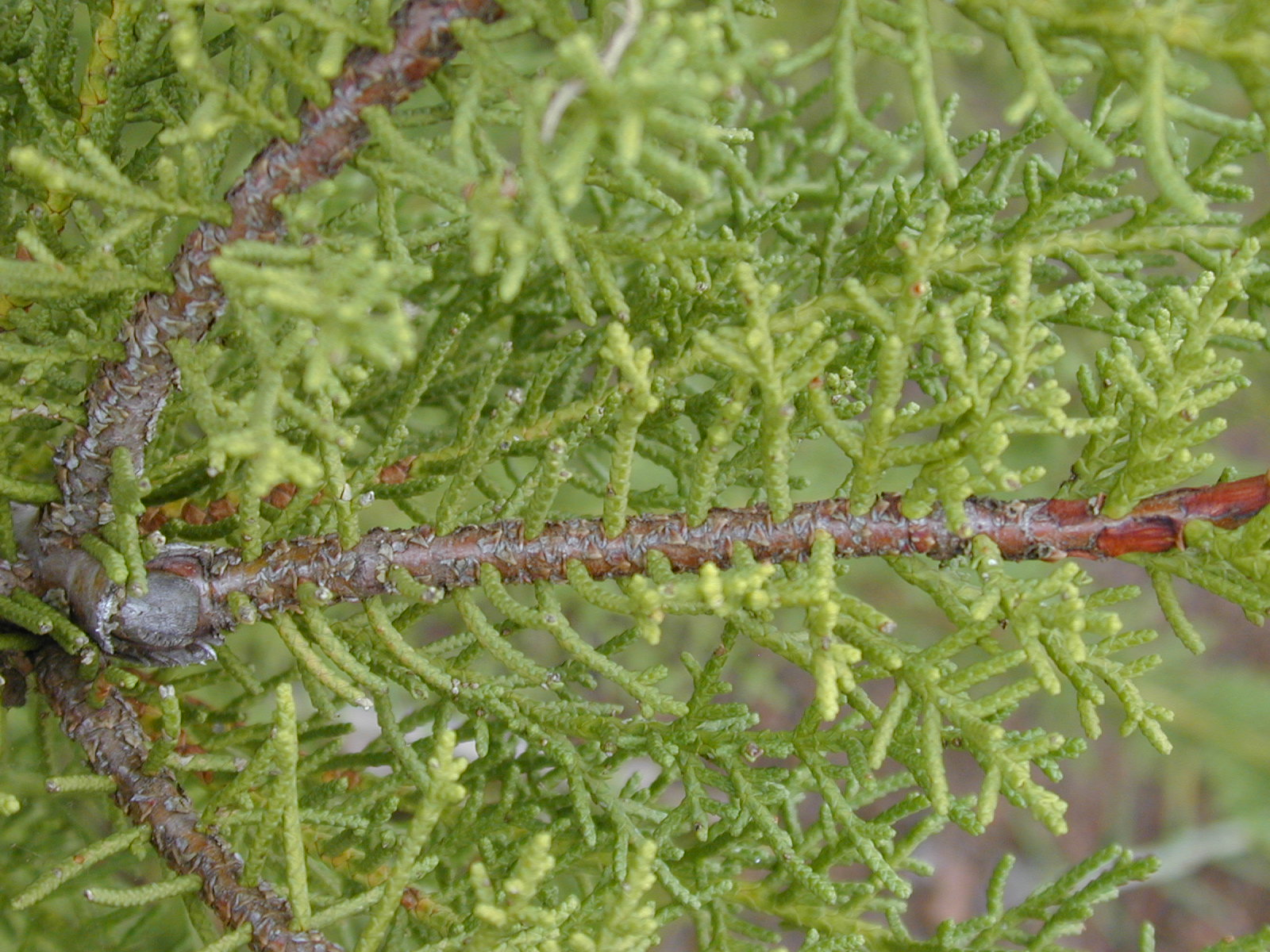
Gałązka
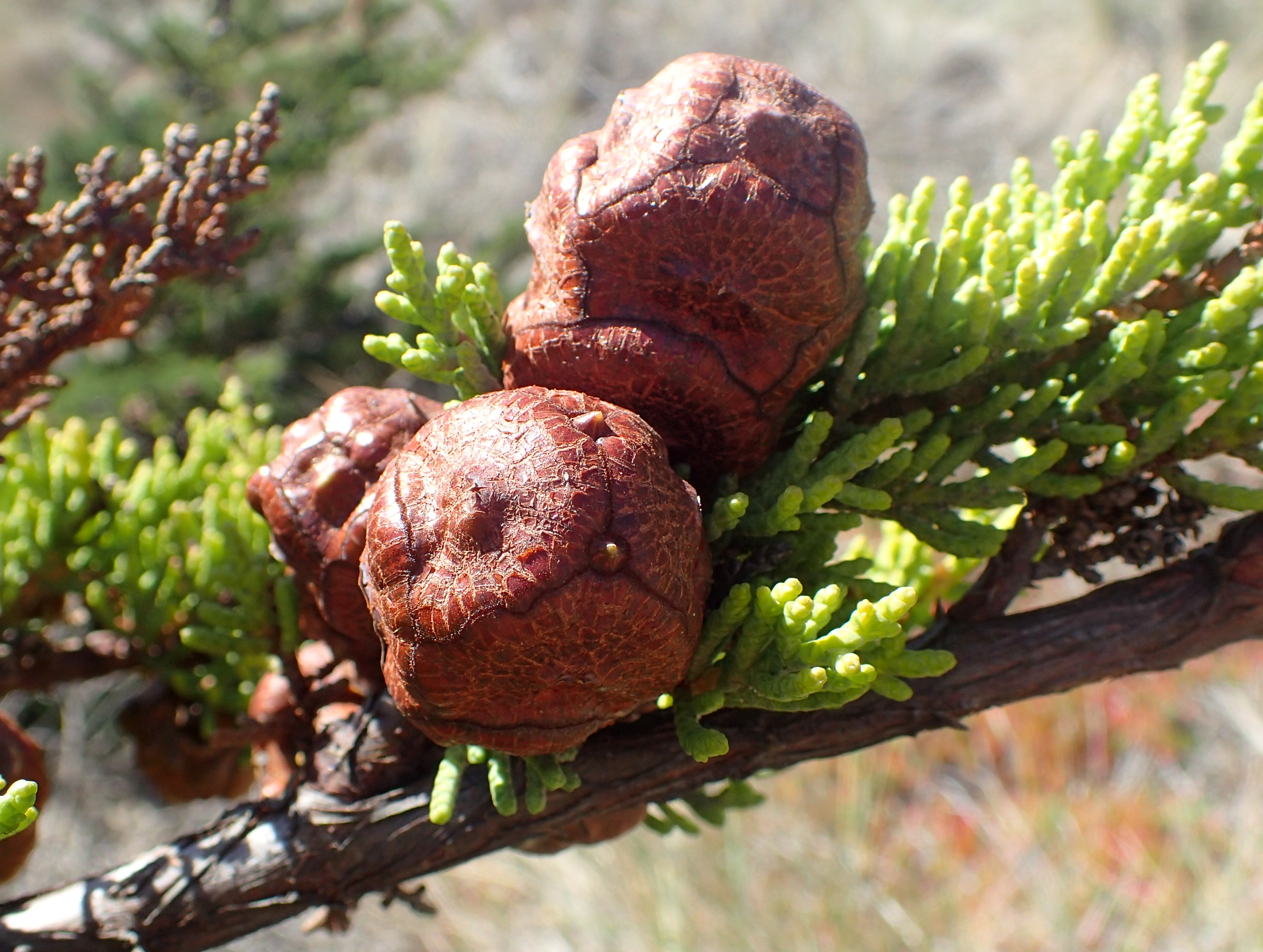
Szyszki

## Biologia i ekologia
Występuje na wybrzeżach o łagodnym klimacie z suchymi i ciepłymi latami.

## Zmienność
Cyprys wielkoszyszkowy po skrzyżowaniu z cyprysikiem nutkajskim daje mieszańca międzyrodzajowego – cyprysowiec Leylanda.

## Zagrożenia i ochrona
Międzynarodowa Unia Ochrony Przyrody (IUCN) przyznała temu gatunkowi kategorię zagrożenia VU (vulnerable), co oznacza, że jest on gatunkiem narażonym na wyginięcie. 

## Zastosowanie
Sprowadzony do Europy w XIX wieku, gdzie w miejscach o ciepłym klimacie jest sadzony jako drzewo ozdobne.